# Kopieńcowe Szałasiska
Szałasiska – położona na wysokości ok. 1090–1120 m n.p.m. polana na Wielkim Kopieńcu w polskich Tatrach Zachodnich. Kopieńcowymi Szałasiskami nazwano ją dla odróżnienia pod innych miejsc o nazwie Szałasiska. Nazwa polany (Szałasiska) jest ludowa i pochodzi od tego, że według opowiadań starszych mieszkańców dawniej stał na niej szałas, który został rozebrany i zniesiony w dół. Po jakimś czasie w 1933 znów na tej polanie wybudowano nowy szałas. Polana znajduje się na wschodnim stoku porośniętej lasem grzędy opadającej w północno-zachodnim kierunku z zachodniego wierzchołka Wielkiego Kopieńca. Poniżej dolnego, wschodniego końca polany znajduje się źródełko, z którego wypływa strumyk, miejscami zanikający. Uchodzi do Chłabowskiego Potoku.
Polana należała do Hali Kopieniec. Po utworzeniu Tatrzańskiego Parku Narodowego zniesiono jej użytkowanie i polana stopniowo, ze szkodą dla różnorodności biologicznej zarasta lasem. W 1965 miała powierzchnię ok. 3 ha. W 2004 po 40 latach od zaprzestania jej użytkowania powierzchnia polany zmniejszyła się o ok. 75%. Na wielu mapach polana już nie jest zaznaczana. Prowadzi przez nią kilka ścieżek, nie są jednak udostępnione turystycznie.